# Radek Procházka

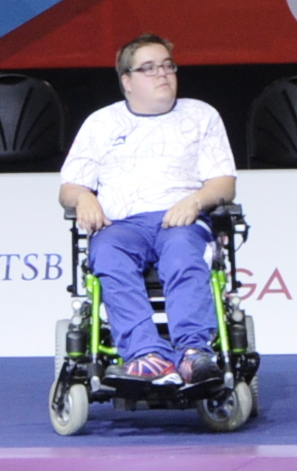
Radek Procházka - Juegos Paralímpicos Londres 2012 - Parejas BC4 de plata.

Radek Procházka es un deportista checo que compitió en bochas adaptadas. Ganó dos medallas en los Juegos Paralímpicos de Verano, bronce en Pekín 2008 y plata en Londres 2012.

## Palmarés internacional
| Juegos Paralímpicos | Juegos Paralímpicos   | Juegos Paralímpicos | Juegos Paralímpicos |
| Año                 | Lugar                 | Medalla             | Prueba              |
| ------------------- | --------------------- | ------------------- | ------------------- |
| 2008                | Pekín (China)         | Medalla de bronce   | Dobles BC4 mixto    |
| 2012                | Londres (Reino Unido) | Medalla de plata    | Dobles BC4 mixto    |